# Великий ракетний корабель

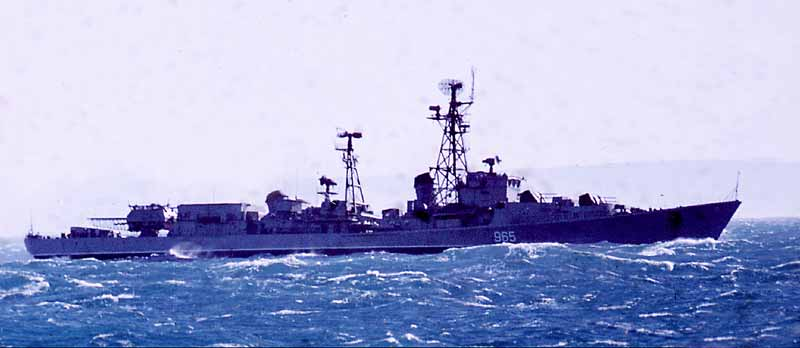
ВРК «Невловимий» проекту 56-М, 1970 рік

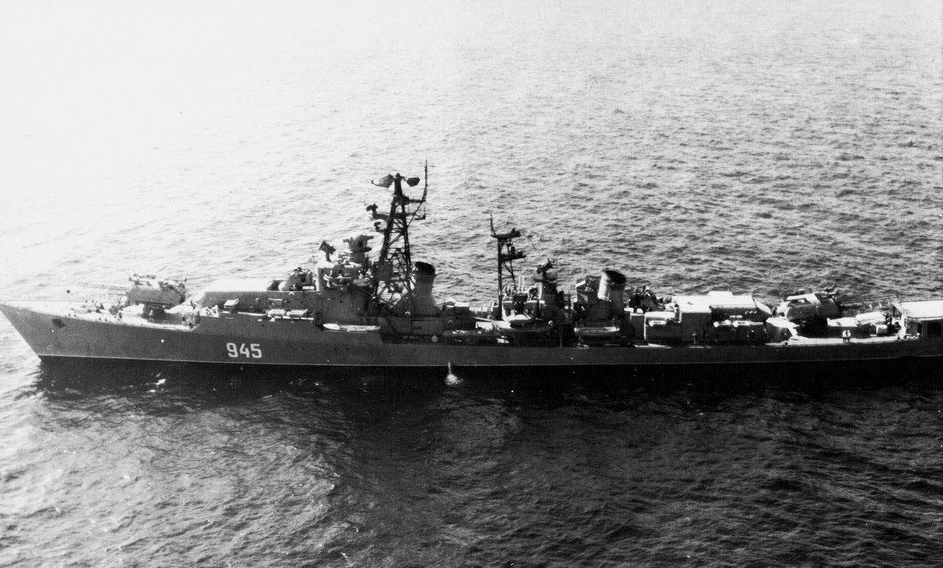
ВРК «Зоркий» проекту 57-біс 1967 рік

Великий ракетний корабель (скорочено ВРК) — підклас ракетних кораблів у радянській військово-морській класифікації. Займає проміжне положення між ракетним крейсером і малим ракетним кораблем. В країнах НАТО радянські БРК класифікувалися як фрегати.

## Історія
Радянська військово-морська класифікація передбачала наступну лінійку ударних ракетних кораблів : ракетний крейсер — великий ракетний корабель — малий ракетний корабель — ракетний катер. Проте морська практика внесла в цю класифікацію деякі зміни. Підклас великих ракетних кораблів не став самостійною класифікаційної одиницею. До цього підкласу зазвичай відносили артилерійські есмінці і великі протичовнові кораблі, які у результаті модернізації отримували на озброєння протикорабельні ракети. Єдиним типом кораблів цього підкласу, який спочатку проектувався як ударний ракетний корабель, був корабель проекту 57-біс. З появою на початку 1980-х років у ВМФ СРСР есмінців проекту 956 підклас ВРК втратив свою актуальність, та його місце в лінійці ударних ракетних кораблів між ракетними крейсерами і малими ракетними кораблями зайняли есмінці 1-го рангу. Останній підклас також не отримав розвитку, так як крім есмінців проекту 956 до цього підкласу можна віднести єдиний корабель проекту 1155.1, який формально класифікують як ВПК.
На даний час (травень 2015 року) кораблі даного підкласу в ВМФ Росії відсутні.

## Представники
- Ескадренні міноносці проекту 56, модернізовані за проектами 56-ЕМ, 56-ГО, 56-У (з 19 травня 1966 року);
- Великі ракетні кораблі проекту 57-біс;
- Великі протичовнові кораблі проекту 61, модернізовані за проектом 61-МП (з 28 червня 1977 року по 1 жовтня 1980 року);